# 红果冰棍

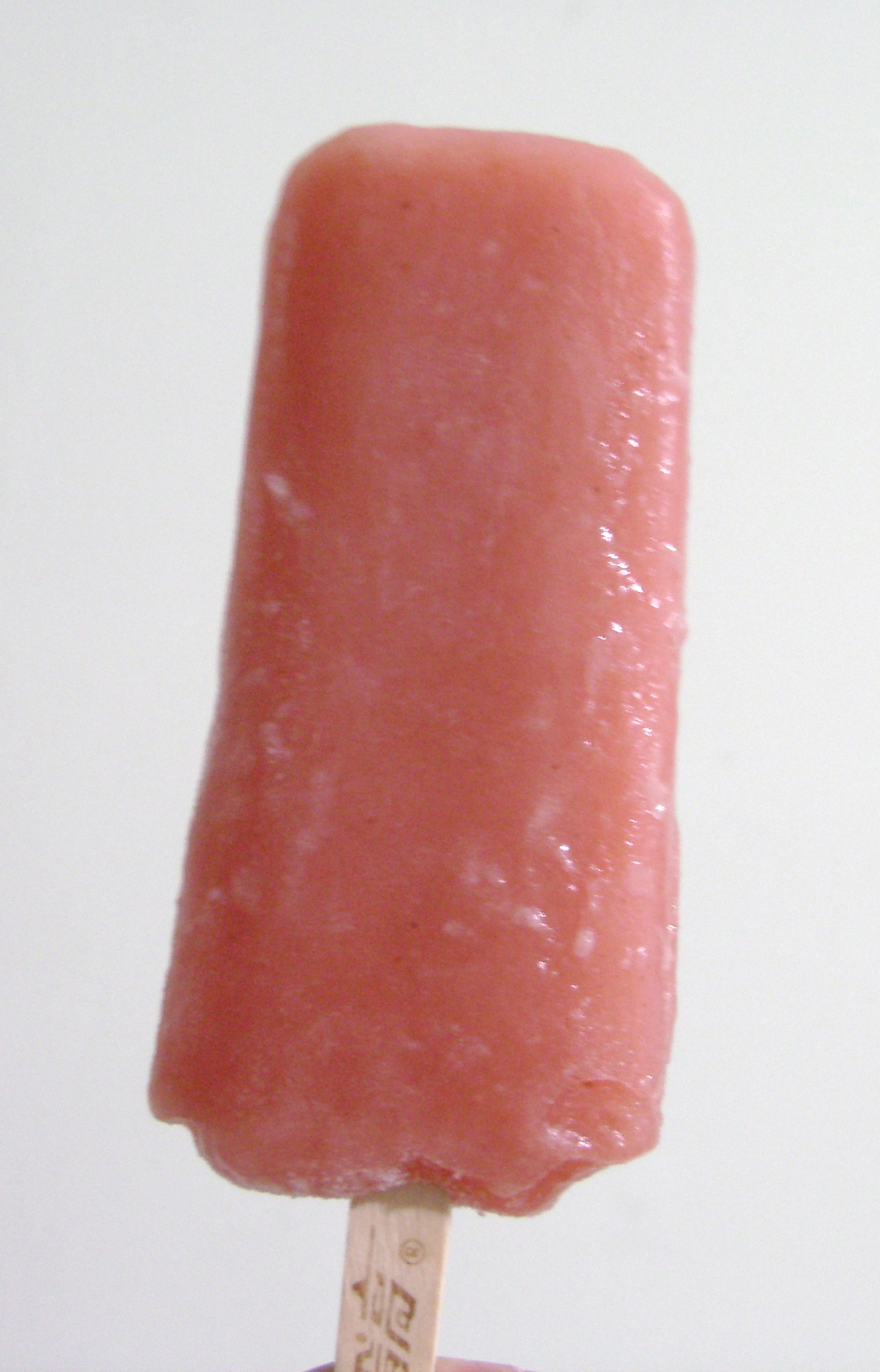
图为一根大红果冰棍

“红果冰棍”（又称“大红果”）是二十世纪八十到九十年代中国北方（尤其是北京）最常见的冰棍品种之一。其配料以山楂为主，辅以蔗糖，味道冰爽酸甜。由于其基本不含添加剂，而且制作工艺简单，所以价格低廉，为群众广为接受。
1954年，北京制冰厂开始工业化生产冰棍，主要是红果冰棍、小豆冰棍。在改革开放之初，红果冰棍的市场单价只有1分钱人民币左右，由于物价上涨等因素，现在的单价已经变成大约1元人民币。尽管随着中国开放程度的增加，引进的消暑食品和其它冷饮占据了大量的市场份额， 但红果冰棍仍然保持着旺盛的生命力，为北京消费者所认同。

## 相关
- 小豆冰棍
- 北冰洋汽水